# Eric Wynalda
Eric Wynalda est un joueur et entraineur de football (soccer) américain né le 9 juin 1969 à Fullerton en Californie. Wynalda a marqué le premier but de l'histoire de la Major League Soccer en 1996 et fut élu au National Soccer Hall of Fame en 2004.

## Jeunesse et écoles
Wynalda grandit à Westlake Village en Californie. Lorsqu'il était enfant, son équipe (Westlake Wolves) remporta le championnat AYSO et il inscrit plus de buts que toute la division entière (cinquante-six buts en seize matchs). Plus tard, il entra à Westlake High School et joua dans les équipes de jeunes avec un futur équipier en équipe nationale, Cobi Jones.
Il alla à San Diego State University (SDSU) de 1987 à 1989 où il joua pour les San Diego State Aztecs et inscrivit trente-quatre buts et fit vingt-cinq passes décisives durant ses trois saisons. Lors de sa première année, son équipe alla aux NCAA Men's Soccer Championship et s'inclina contre les Clemson Tigers emmenés par Bruce Murray. Pendant qu'il était à SDSU, il joua deux saisons avec le club semi-pro de San Diego Nomads qui évoluait en Western Soccer Alliance. En 1988, il ne disputa qu'un seul match et en 1989, il en disputa cinq pour les Nomads.

## Parcours professionnel
Avec en ligne de mire le mondial italien de 1990, Wynalda signe un contrat avec la Fédération des États-Unis de football (USSF en anglais). Après la Coupe du monde, Wynalda signe en tant que joueur prêté par l'USSF à San Francisco Bay Blackhawks. Durant pratiquement les trois saisons avec les Blackhawks, il ne joue que des poignées de matchs, ayant consacré la plupart de son temps à l'équipe nationale.
Cependant, en 1992, il est éjecté de son club et de l'équipe nationale. En mai 1992, le sélectionneur Bora Milutinović écarte Wynalda du groupe après qu'il eut volontairement asséné un coup de coude à un de ses équipiers pendant un entraînement. Un mois plus tard, les Blackhawks décident à leur tour de renvoyer Wynalda à cause d'un comportement perturbateur et de son opposition constante  avec son entraîneur, Laurie Calloway.
Comme aucun club américain n'est intéressé par Wynalda, ce dernier annonce qu'il veut poursuivre sa carrière en Europe. En août 1992, l'USSF le prête en Bundesliga au club allemand de 1.FC Sarrebruck pour 45 000 $. Lorsqu'il arrive à Sarrebruck, il devient le premier joueur américain à jouer dans un club germanique au haut niveau. Il a un impact immédiat sur le club, marquant huit buts lors de la première partie de saison. Sarrebruck prolonge le contrat du joueur, monnayant un contrat avec l'USSF de 405 000 $.
Cependant, son rendement baisse après la trêve hivernale, et il n'inscrit qu'un seul but lors de la seconde partie de saison. Le club finit en bas de tableau et est relégué en deuxième division à l'issue de la saison 92-93. Wynalda inscrit douze buts l'année suivante et est transféré au VfL Bochum à la fin de la saison pour la somme de 850 000 $. Mais il ne parvient pas à rééditer ses exploits sous son nouveau maillot et perd confiance. Il est opéré d'une hernie le 30 août qui le laisse sur le flanc. Pendant sa convalescence, il critique le club et son entraîneur, ce qui lui vaut d'être suspendu par ce dernier.
Wynalda revient au pays en 1996, signant avec la MLS. Le système de création de la MLS fait que des joueurs connus sont envoyés dans tous les clubs. La ligue attribue ainsi Wynalda aux Earthquakes de San José. Le 6 avril 1996, il inscrit le premier but de l'histoire de la MLS lors du match inaugural contre D.C. United, qu'ils battent 1-0. Il fut nommé U.S. Soccer Athlete of the Year.
Après la Coupe du monde 98, Wynalda souhaite retourner en Europe. Pendant qu'il annonce publiquement qu'il ne retounera pas en Allemagne, incluant une offre refusée du 1.FC Kaiserslautern en janvier 1998, il commence à s'investir hors du terrain. Comme il ne souhaite pas jouer en Allemagne, il décide de tenter sa chance en Angleterre. En décembre, il effectue un essai à Charlton Athletic mais il n'est pas retenu et retourne à San José.
Wynalda fut prêté au club mexicain de León en 1999. Il se déchire les ligaments croisés antérieurs et se blesse au ménisque du genou gauche ce qui l'empêche de jouer durant plusieurs mois. Après avoir manqué les onze premiers matchs de la saison 1999, San José vend Wynalda aux Miami Fusion.
Pendant la saison 1999-2000, il retourne pour une courte période au FC Sarrebruck marquant 2 buts en 4 matchs en Regionalliga West/Suedwest, contribuant ainsi à la remontée du club en deuxième division.
Le 8 juillet 2000, Miami l'échange avec Ivan McKinley des New England Revolution après qu'il a échoué à donner plus d'allant à l'attaque des Fusion. Le 3 mai 2001, New England l'échange avec John Wolyniec des Chicago Fire où il finira sa carrière en MLS, avec un total de trente-quatre buts (plus deux en play-offs).
En 2002, Wynalda rejoint les Los Angeles Galaxy, annonçant qu'il projette de se retirer avec l'équipe. Cependant, il quitte les Galaxy pendant la pré-saison lors d'une tournée au Chili afin de suivre une offre parvenue de Chine pour être professionnel. Quand cette offre est tombée à l'eau, il revient à Los Angeles mais pour immédiatement partir à Charleston Battery en première division USL, après avoir été en butte à des soucis avec la MLS au sujet de son salaire. Cette dernière proposait de payer 43 000 $ pour la saison 2002, mais il considérait que la somme était trop basse. Charleston lui ayant offert 75 000 $, Wynalda les rejoint le temps de se déchirer les ligaments croisés antérieurs lors d'un match de pré-saison. Il décide alors  de se retirer du football professionnel et devient présentateur radio.
En 2007, il retrouve les terrains avec le club amateur de Bakersfield Brigade (en) en Premier Development League (quatrième division).

## Équipe nationale
Wynalda obtient sa première sélection le 2 février 1990 contre le Costa Rica. Le 14 mai 1990, il signe un contrat avec l'USSF faisant de lui un joueur de l'équipe US à plein temps. Plus tard dans l'année, il dispute la Coupe du monde 1990 et a « l'honneur » d'être le premier joueur américain expulsé en Coupe du monde. Lors du match contre la Tchécoslovaquie, le milieu Ľubomír Moravčík provoque le jeune (21 ans) Wynalda devant l'arbitre. Wynalda, prouvant son immaturité, réagit, se venge et prend un carton rouge.
Lors du Mondial 94, Eric inscrit un but sur un coup franc de 20 m contre la Suisse. Il disputa aussi la Copa América en 1995 où il fut nommé dans l'équipe type après avoir marqué contre le Chili et l'Argentine.
En 1998, il participe à sa troisième Coupe du monde avec Marcelo Balboa, Tony Meola et Tab Ramos. Claudio Reyna et Kasey Keller ayant depuis battu ce record avec quatre Coupes du monde à leur actif.
Wynalda se retira de l'équipe nationale en étant le meilleur buteur de la sélection avec trente-quatre buts en cent-sept sélections. Il était seul détenteur de ce record jusqu'en 2007, où Landon Donovan inscrivit un penalty contre le Mexique lors de la Gold Cup 2007 et devint alors le meilleur buteur.

## Retraite
En 2005, Bakersfield Brigade évoluant en Premier Development League propose à Wynalda d'être directeur technique et en 2007, il signe un contrat de courte durée pour jouer les quelques derniers matchs de la saison. Le 1er mai 2008, il signe un contrat d'un an avec Bakersfield en tant que joueur à temps plein.
Il a aussi joué avec une équipe amateure composée de joueurs de plus de 30 ans, Hollywood United, avec les anciens internationaux américains Alexi Lalas et John Harkes, l'ex international français Frank Lebœuf, l'ex international gallois Vinnie Jones et l'acteur Anthony LaPaglia.

## Carrière de commentateur
Wynalda a été analyste sportif sur ESPN. Il analysa aussi la Coupe du monde 2006 et fut l'un des plus virulents détracteurs de Bruce Arena. Cependant, il commenta sans ennuis avec Arena les play-offs de la MLS Cup 2006. Wynalda fut l'un des principaux analystes pour ESPN et ABC durant la saison 2007 de MLS.
Après nombres de controverses, il quitta ESPN avant le début de la saison 2008, un an avant le terme de son contrat.

## Sources
- (en) Cet article est partiellement ou en totalité issu de l’article de Wikipédia en anglais intitulé « Eric Wynalda » (voir la liste des auteurs).